# Funaria nubica
Funaria nubica är en bladmossart som beskrevs av C. Müller 1899. Funaria nubica ingår i släktet spåmossor, och familjen Funariaceae. Inga underarter finns listade i Catalogue of Life.